# Inhalaciona opekotina
Inhalaciona opekotina ili inhalaciona povreda je vrsta termičke povreda, često udrućena i sa hemijskom povredom, nastala u disajnim putevima i plućima kao rezultat udisanja vrelog vazduha, aerosola i vodene pare i toksičnih materija u gasovitom stanju.

## Epidemiologija
Morbiditet/Mortalitet
Kod opsežnih opekotina izazvanih inhalacijom vrelog vazduha, incidencija inhalacionih povreda pluća kreće se do 33%, a prati ih mortatlitet od 20 do 84% 
Letalni ishod posledica je hemijskog efekta lezija disajnih puteva i pluća i fatalnog delovanja inflamatornih medijatora, koji pogađaju i druge velike organske sisteme. 

## Etiopatogeneza
Oštećenja disajnih puteva i pluća toplotom nastaju najčešće zadesno, udisanjem dima, prilikom požara i često su udružene sa opekotinama kože, ali se mogu javiti i nezavisno od opekotina kože, i drugih organa.
Patofiziologija promena nastalih inhalacijom dima može se posmatrati sa dva aspekta: kao direktna povreda disajnih puteva i kao progresivno oštećenje izazvano inflamatornim odgovorom organizma. 
Karakteristike inhalacionih povreda zavise od mnogobrojnih činilaca koji uslovljavaju stepen povreda;
- Nehomogena distribucija i različita težina kod povređenih
- Različite fizičko-hemijska osobine uzročnog agensa
- Količina udahnutog dima, pare, aerosola
- Postojanje prethodne bolesti povređenog, koje bi mogle smanjiti njegovu otpronost na povredu.

Kako se u toku požara, oslobađaju i mnogobrojne otrovne materije, među kojima se posebno ističu; ugljen-monoksid (CO), vodonik-cijanid, vodonik-hlorid, amonijak, aldehidi, azot-dioksid, fozgen, akrolein i druge, inhalacione opekotine su udružene i sa znacima trovanja. ,
Gornji disajni putevi normalno regulišu temperaturu i vlažnost udahnutog vazduha. Zbog relativno malog sadržaja toplote i sposobnosti gornjih disajnih puteva da rasipaju toplotu, pluća su inicijalno oštećena od strane produkata nepotpunog sagorevanja, najviše od strane aldehida i oksida sumpora i azota.
Dejstvo ugljen-monoksida dominantno je i može doprineti teškoj hipoksiji neposredno nakon povrede. Mnoga od ovih jedinjenja mogu delovati sinergično zbog čega
se povećava mortalitet, što se naročito odnosi na ugljenmonoksid i vodonik-cijanid. Sinergizam sa CO pogoršava tkivnu hipoksiju i acidozu.
Jedan od glavnih razloga za progresivno pogoršanje razmene gasova u plućima je opstrukcija vazdušnih puteva,  opstruktivnim odlivcima koji vrše začepljenje lumena disajnih puteva dovodeći do hipoventilacije ili fokalnog ispada ventilacije. Krvni sudovi u hipoventilisanim zonama nisu bili u stanju da vrše vazokonstrikciju na normalan način što je dovodilo do poremećaja odnosa ventilacija-perfuzija. Ovaj transfer krvi iz ventilisanih u neventilisane delove imao je za posledicu slabu oksigenaciju i posledičnu hipoksemiju. Pored toga, opstrukcija dela bronhijalnog stabla dovodi do hiperventilacije neokludiranih delova povećavajući vazdušne pritiske kada se primenjuje mehanička ventilacija 61. Preterana distenzija alveola visokim pritiscima može dovesti do barotraume dodatno
pogoršavajući oksigenaciju. Ovo preterano istezanje takođe izaziva sintezu proinflamatornih hemokina kao što je IL-8, koji je glavni hemotaktički faktor za neutrofile.

## Klinička slika
Kliničkom slikoм dominiraju sledeći znaci i simptomi: 
- otok pluća
- akutni respiratorni distres sindrom,
- sepsa i
- mnogostruke organske disfunkcije.

## Posledice
Smrt, kod ovih povreda, je posledica hemijskog oštećenja disajnih puteva i pluća i delovanja zapaljenjskih medijatora, koji pogađaju i druge velike organske sisteme.

## Literatura
- Shimoda K, Murakami K, Enkhbaatar P, Traber LD, Cox RA, Hawkins HK, et al. Effect of poly(ADP ribose) synthetase inhibition on burn and smoke inhalation injury in sheep. Am J Physiol Lung Cell Mol Physiol 2003; 285(1): L240−9.
- Murakami, K.; Enkhbaatar, P.; Shimoda, K.; Cox, R. A.; Burke, A. S.; Hawkins, H. K.; Traber, L. D.; Schmalstieg, F. C.; Salzman, A. L.; Mabley, J. G.; Komjáti, K.; Pacher, P.; Zsengellér, Z.; Szabó, C.; Traber, D. L. (2004). „Inhibition of poly (ADP-ribose) polymerase attenuates acute lung injury in an ovine model of sepsis”. Shock. 21 (2): 126−33. PMID 14752285. doi:10.1097/01.shk.0000108397.56565.4a.
- Zimmerman BJ, Granger DN. Reperfusion-induced leukocyte infiltration: role of elastase. Am J Physiol 1990; 259(2 Pt 2): H390−4.
- Cox RA, Burke AS, Soejima K, Murakami K, Katahira J, Traber LD, et al. Airway obstruction in sheep with burn and smoke inhalation injuries. Am J Respir Cell Mol Biol 2003; 29(3 Pt 1): 295−302.
- Kolobow, T.; Moretti, M. P.; Fumagalli, R.; Mascheroni, D.; Prato, P.; Chen, V.; Joris, M. (1987). „Severe impairment in lung function induced by high peak airway pressure during mechanical ventilation. An experimental study”. Am Rev Respir Dis. 135 (2): 312—315. PMID 3544984. doi:10.1164/arrd.1987.135.2.312 (неактивно 8. 6. 2025).−5.
- Murakami, K.; McGuire, R.; Cox, R. A.; Jodoin, J. M.; Bjertnaes, L. J.; Katahira, J.; Traber, L. D.; Schmalstieg, F. C.; Hawkins, H. K.; Herndon, D. N.; Traber, D. L. (2002). „Heparin Nebulization Attenuates Acute Lung Injury in Sepsis Following Smoke Inhalation in Sheep”. Shock. 18 (3): 236−41. PMID 12353924. doi:10.1097/00024382-200209000-00006.
- Murakami, K.; McGuire, R.; Cox, R. A.; Jodoin, J. M.; Schmalstieg, F. C.; Traber, L. D.; Hawkins, H. K.; Herndon, D. N.; Traber, D. L. (2003). „Recombinant antithrombin attenuates pulmonary inflammation following smoke inhalation and pneumonia in sheep”. Crit Care Med. 31 (2): 577—583. PMID 12576969. doi:10.1097/01.CCM.0000050444.52531.08.−83.
- Westphal, M.; Morita, N.; Enkhbaatar, P.; Murakami, K.; Traber, L.; Traber, D. L. (2003). „Carboxyhemoglobin formation following smoke inhalation injury in sheep is interrelated with pulmonary shunt fraction”. Biochem Biophys Res Commun. 311 (3): 754—758. PMID 14623337. doi:10.1016/j.bbrc.2003.10.063.−8.
- Seeger, W.; Stöhr, G.; Wolf, H. R.; Neuhof, H. (1985). „Alteration of surfactant function due to protein leakage: Special interaction with fibrin monomer”. J Appl Physiol. 58 (2): 326—338. PMID 3838543. doi:10.1152/jappl.1985.58.2.326.−38.
- Bellingan, G. J. (2002). „The pulmonary physician in critical care * 6: The pathogenesis of ALI/ARDS”. Thorax. 57 (6): 540—546. PMC 1746355 . PMID 12037231. doi:10.1136/thorax.57.6.540.−6.

|  | Molimo Vas, obratite pažnju na važno upozorenje u vezi sa temama iz oblasti medicine (zdravlja). |